# 松尾依子
松尾 依子（まつお よりこ、1984年 - ）は、日本の小説家である。神奈川県生まれ。共立女子大学文芸学部卒業。

## 経歴
2008年、第51回群像新人文学賞を「子守唄しか聞こえない」で受賞。

## 作品

### 単行本
- 『子守唄しか聞こえない』（2008年、講談社）
  - 初出：『群像』2008年6月号

### 雑誌掲載
- 「約束の夜に」 - 『群像』2009年5月号